# Winterbach (Renania-Palatinato)
Winterbach è un comune di 473 abitanti della Renania-Palatinato, in Germania.
Appartiene al circondario (Landkreis) di Bad Kreuznach (targa KH) ed è parte della comunità amministrativa (Verbandsgemeinde) di Rüdesheim.